# Saint-Jean-de-Luz

Saint-Jean-de-Luz este o comună în departamentul Pyrénées-Atlantiques din sud-vestul Franței. În 2009 avea o populație de 13.742 de locuitori.

## Evoluția populației
| An        | 1975   | 1982   | 1990   | 1999   | 2006   | 2009   |
| --------- | ------ | ------ | ------ | ------ | ------ | ------ |
| Populație | 11.854 | 12.769 | 13.031 | 13.247 | 13.579 | 13.742 |